# Marlene Schmidt

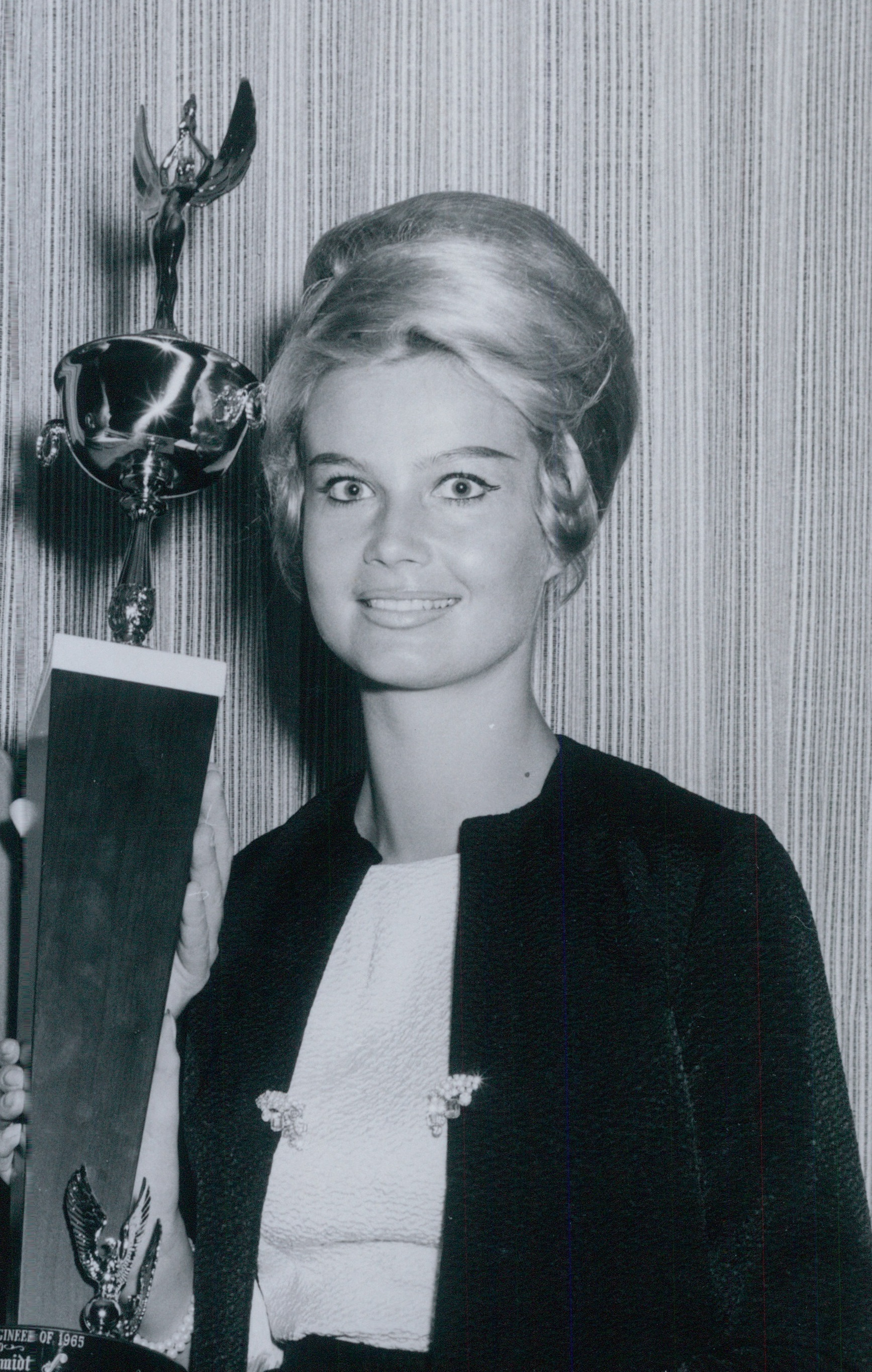
Marlene Schmidt

Marlene Schmidt (Breslavia, 11 novembre 1937) è una modella e attrice tedesca, incoronata Miss Universo 1961.

## Carriera
Cresciuta nella Germania Est, all'epoca Repubblica Democratica Tedesca, dove aveva conseguito una laurea in ingegneria, nel 1960, Marlene Schmidt e la sua famiglia si trasferirono a vivere a Stoccarda, nella Germania Ovest. Nel 1961 vinse il concorso nazionale Miss Germania, titolo che le diede la possibilità di partecipare a Miss Universo in rappresentanza della Germania. Il 15 luglio 1961, battendo le altre quarantasette concorrenti, divenne la prima (e ad oggi unica) donna tedesca a vincere il concorso, quell'anno tenuto a Miami, in Florida.
L'anno successivo divenne la terza moglie dell'attore statunitense Ty Hardin, e si trasferì a vivere con lui negli Stati Uniti d'America. Il matrimonio durò sino al 1966 e la Schmidt ebbe da Hardin il suo unico figlio. In seguito, principalmente fra il 1972 e il 1986, lavorò nell'industria cinematografica, recitando, producendo e scrivendo la sceneggiatura per una dozzina di film. Nessuno di questi film ebbe particolare successo di pubblico, tuttavia La matrigna (1973) ottenne una candidatura agli Oscar nella categoria Miglior canzone. Successivamente la Schmidt tornò a vivere in Germania a Saarbrücken, dove ancora oggi risiede.